# Chaetophthalmus wau
Chaetophthalmus wau là một loài ruồi trong họ Tachinidae.